# Fort Madison
La ville de Fort Madison est un des deux sièges du comté de Lee, dans l’État de l’Iowa, aux États-Unis. Lors du recensement de 2010, sa population était de 11 051 habitants.
Le deuxième siège du comté est Keokuk.

## Source
- (en) Cet article est partiellement ou en totalité issu de l’article de Wikipédia en anglais intitulé « Fort Madison, Iowa » (voir la liste des auteurs).